# はままつトキメキ出逢い旅
はままつトキメキ出逢い旅（はままつトキメキであいたび）は、静岡放送などで月に1度放送されている旅番組である。放送開始時からおよそ23年経っている長寿番組である。2007年7月に遠州三河出逢い旅から番組名が変更された。通称『はまトキ』。
静岡県浜松市の新企画株式会社で企画制作された持ち込み番組である。

## 概要

### コンセプト
番組コンセプトは、情報過疎化地域の静岡県西部地域、遠州地方の情報を取材し、情報発信することで遠州地域の発展と知名度を上昇させること。取材地域は遠州地域、三河地域が対象となっているが、最近では伊豆、三重県、山梨県、岐阜県など幅広い近隣地域にも取材へ行っている。

### 沿革
最初の番組名は遠州通りで、15分番組として毎週の放送であった。一時期は隔週放送の30分番組になったり、放送局がテレビ静岡に変更されたこともある。
フリーのアナウンサーを起用して、地元密着型で遠州地域の祭事やイベントなどを取材していた。歴史物もあり。放送回数100回、200回の時は特別企画を放送している。
その後、番組名は遠州おもしろ辞典に変更され、30分の隔週放送となった。この頃から、名古屋の女性タレントを起用し始め、観光色が強くなり、より余暇社会へのアピールが強くなる。
遠州駿河伊豆出逢い旅へと変更後に遠州三河出逢い旅となり1時間番組となるが、テレビ愛知では三河遠州出逢い旅とタイトル名を変えて放送されていた。

## 放送エリア
番組開始当初は静岡放送のみでの放送であったが、テレビ神奈川でも放送されることもある。2007年10月から浜松ケーブルテレビ、2008年7月から豊橋ケーブルネットワーク、2009年8月から飯田ケーブルテレビでも放送。2011年3月まではテレビ愛知でも放送されていた。2011年2月からはケーブルテレビ品川、4月からはテレビ神奈川で放送を開始。

## 出演者
放送開始時は無名のレポーター、その後に名古屋の女性タレントをレポーターに起用しており、西村知穂が1番長く出演している。2000年前後から俳優や女優を起用している。
- 現在のレポーター
  - 川村茉由、平尾典子、土屋友里菜、西村知穂、原さやか、青木美菜
- 過去に登場したレポーター
  - 志垣太郎、野々村真、京本政樹、田中美奈子、三船美佳、山田まりや、ケンキ、かわいひなこ、川崎郁美、宮沢光邦

## その他
2007年4月9日に開始以来プロデューサーを務めて来た鈴木節子が死去した。